# جيراردو ايسبينوزا
جيراردو ايسبينوزا (بالإسبانية: Gerardo Espinoza) (3 أكتوبر 1981 المكسيك - ) هو لاعب كرة قدم مكسيكي، يلعب كلاعب وسط، شارك في الألعاب الأولمبية الصيفية 2004.

## روابط خارجية
- جيراردو ايسبينوزا على موقع قاعدة بيانات كرة القدم.إي يو (الإنجليزية)
- جيراردو ايسبينوزا على موقع Soccerway.com (الإنجليزية)
- جيراردو ايسبينوزا على موقع عالم كرة القدم.نت (الإنجليزية)
- جيراردو ايسبينوزا على موقع أوليمبيديا (الإنجليزية)
- جيراردو ايسبينوزا على موقع AS.com (الإسبانية)